# Bruno Marques
Bruno Henrique Marques Torres, noto semplicemente come Bruno Marques o con lo pseudonimo Bruninho (Recife, 22 febbraio 1999), è un calciatore brasiliano, attaccante del Retrô.

## Caratteristiche tecniche
È un centravanti.

## Carriera
Nato a Recife, inizia a giocare con Santa Cruz e Náutico per poi trasferirsi nello Stato del Sergipe dove gioca con il Lagarto. Debutta in prima squadra il 18 febbraio 2018 giocando l'incontro del Campionato Sergipano perso 1-0 contro il Freipaulistano. Nel giugno del 2018 passa in prestito fino al termine dell'anno al Fluminense dove viene impiegato nel settore giovanile e nel gennaio seguente passa con la stessa formula al Santos.
Nel 2020 viene promosso in prima squadra ed il 28 novembre debutta nel Brasileirão giocando l'incontro vinto 4-2 contro lo Sport Recife, dove realizza anche la sua prima rete fra i professionisti. Il 1º dicembre esordisce anche in Coppa Libertadores nel corso del match perso 1-0 contro l'LDU Quito.

## Statistiche
Statistiche aggiornate al 7 dicembre 2020.

### Presenze e reti nei club
| Stagione        | Squadra         | Campionato      | Campionato | Campionato | Coppe nazionali | Coppe nazionali | Coppe nazionali | Coppe continentali | Coppe continentali | Coppe continentali | Altre coppe | Altre coppe | Altre coppe | Totale | Totale | Totale |
| Stagione        | Squadra         | Comp            | Pres       | Reti       | Comp            | Pres            | Reti            | Comp               | Pres               | Reti               | Comp        | Pres        | Reti        | Pres   | Reti   |        |
| --------------- | --------------- | --------------- | ---------- | ---------- | --------------- | --------------- | --------------- | ------------------ | ------------------ | ------------------ | ----------- | ----------- | ----------- | ------ | ------ | ------ |
| 2018            | Lagarto         | A1/SE           | 7          | 1          |                 | -               | -               |                    | -                  | -                  |             | -           | -           | 7      | 1      |        |
| 2020            | Santos          | A1/SP+A         | 0+5        | 2          | CB              | 0               | 0               | CL                 | 2                  | 0                  |             | -           | -           | 7      | 2      |        |
| Totale carriera | Totale carriera | Totale carriera | 12         | 3          |                 | 0               | 0               |                    | 2                  | 0                  |             | -           | -           | 14     | 3      |        |